# هنري أ. ستيرنز
هنري أ. ستيرنز هو سياسي أمريكي، ولد في 23 أكتوبر 1825 في Billerica, Massachusetts ‏ في الولايات المتحدة، وتوفي في 11 أكتوبر 1910. نشط حزبياً في الحزب الجمهوري. وقد انتخب عضو مجلس ولاية رود آيلاند ‏.